# Mon chez nous
 (mars 2017).
Si vous disposez d'ouvrages ou d'articles de référence ou si vous connaissez des sites web de qualité traitant du thème abordé ici, merci de compléter l'article en donnant les références utiles à sa vérifiabilité et en les liant à la section « Notes et références ».

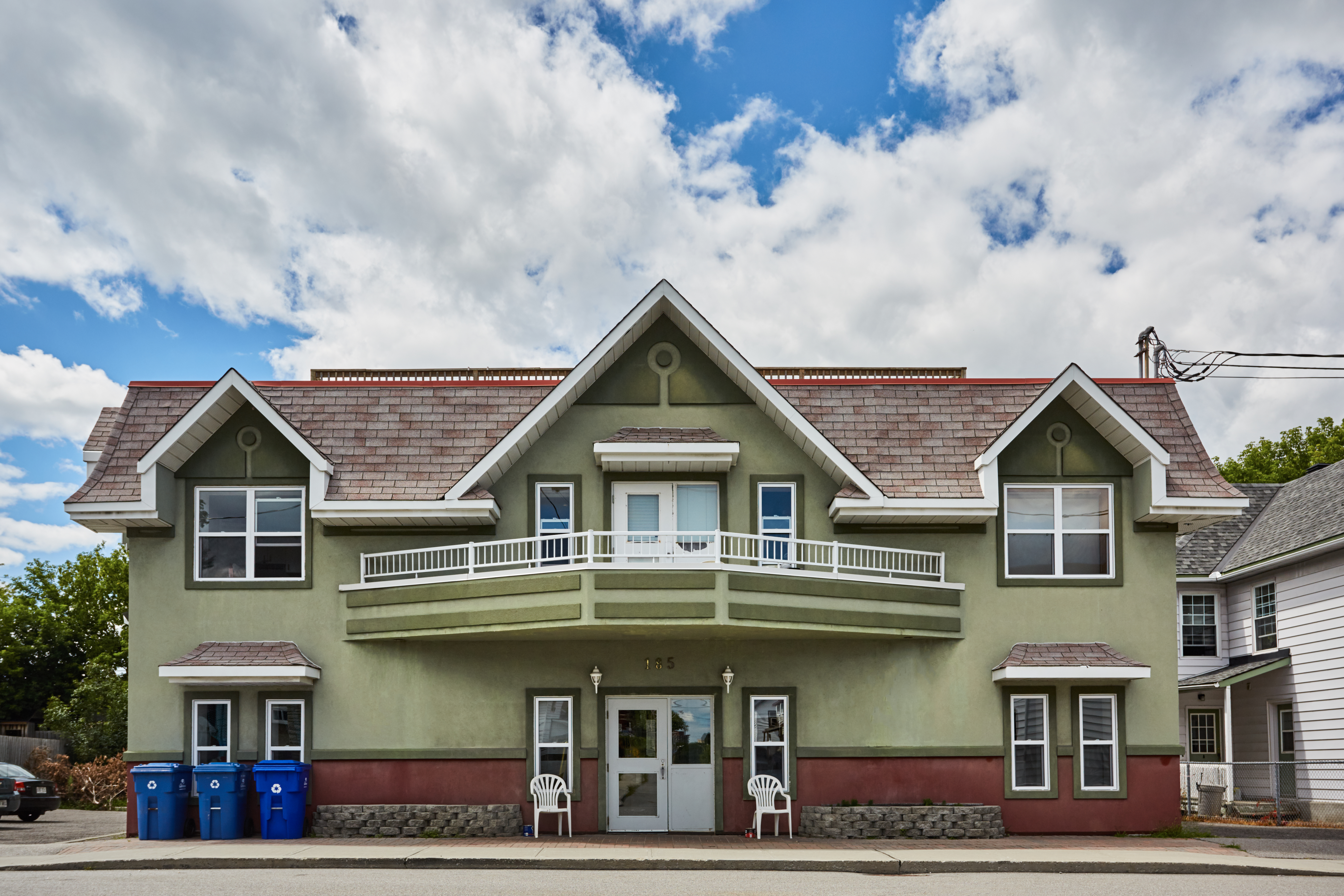
185 rue Laval, premier édifice de Mon chez nous, inauguré en 1999.

Mon chez nous est un organisme à but non lucratif de logement social de Gatineau. 
Il offre et gère des logements avec soutien communautaire accessibles financièrement et décents pour personnes et familles fragilisées autonomes à faible et modeste revenu vivant une situation d’itinérance ou à risque de le devenir. Par ses interventions, Mon chez nous favorise la participation citoyenne, la dignité humaine, le respect des droits fondamentaux, la prise de conscience d’existence de ces personnes et pour ce faire, l’émergence de logements avec support communautaire.  
L'organisme bénéficie du programme AccèsLogis volet III de la Société d'habitation du Québec. Les premières lettres patentes sont reçues le 16 avril 1996. L’organisme a, à l'époque, pour objectif de financer des résidences avec support communautaire pour personnes seules, à faible revenus et fragilisées dans l’Île de Hull . Aujourd'hui, Mon chez nous a élargi sa mission et offre des logements aux familles itinérantes ou à risque d'itinérance,.  

## Historique
La création de Mon chez nous (parfois stylisé Mon Chez-Nous inc) remonte à 1995 quand l’organisme Logemen’occupe, à la suite d’une enquête menée auprès de chambreurs de l’Ile de Hull, en collaboration avec l'UQO, a convoqué une rencontre auprès de 20 organismes communautaires de l'Outaouais pour initier un projet de logements de qualité avec soutien communautaire pour personnes itinérantes ou à risque de le devenir.  
La démarche initiale de Mon chez nous était de fournir du support communautaire à des projets de résidences menés par d’autres organismes, notamment à travers la Société municipal d'Habitation Asticou. La lenteur du processus a amené l’organisme à réaliser lui-même des projets de résidences pourvus de support communautaire, pour personnes seules, fragiles et à faible revenu. Pour parvenir à rendre crédible une telle démarche, il fallait tout d’abord démontrer l’existence d’un besoin réel, nécessitant une action mesurée et déterminée en leur faveur. Afin de rassembler et d’étayer ces observations, un document qui s’intitule « Projet de résidence avec support communautaire pour personnes seules, à faibles revenus et fragilisées dans l’île de Hull » a été produit à la suite d’une étude menée à l’interne[réf. nécessaire]. Ce document tentait de faire le tour de la question des besoins de l’Île-de-Hull en logement social pour les « hors familles économiques » (le vocable de Statistique Canada). 
Les principes directeurs qui guident les intentions de Mon chez nous y apparaissent : un projet communautaire axé sur la prévention sociale et la promotion des réseaux sociaux. C’est de ces principes qu’émerge le projet de logement social avec support communautaire. Il y est reconnu que les personnes itinérantes ou à risque d’itinérance ont d’abord et avant tout besoin d’un logement à prix abordable. Le logement est une réponse nécessaire maint insuffisante au problème de l’itinérance. Toutefois, lorsqu’une personne sera logée, des interventions sur les plans social, de la santé physique et de la santé mentale pourront être effectuées, en prenant appui sur la stabilité et la sécurité que le logement représente . 

### Choix du premier site
Au cours de l’automne 1997, il était question de choisir le presbytère Sainte-Bernadette du 13 rue Sainte-Bernadette, à Gatineau. Toutefois, l’acquisition de l’église Sainte-Bernadette par la communauté portugaise, une portion alors indivisée de cet ensemble immobilier, empêche d'aller de l'avant avec le projet. Puis, la volonté politique du conseiller municipal de s’opposer au projet place Mon chez nous dans une impasse[réf. nécessaire]. De plus, les coûts d’acquisition de l’immeuble et les coûts de rénovation de l’immeuble se révèlent faramineux pour l'organisme communautaire.
Au début de l’année 1998, les services de développement immobilier de l'ancienne ville de Hull informent l’organisme Mon chez nous de l’intérêt municipal à voir une réaffectation de l’ancien cinéma de Paris, situé au 185 rue Laval. Cet emplacement bénéficierait non seulement de l’appui politique mais aussi d’un appui financier. Toutes les énergies furent alors orientées sur cet objectif, et le 31 mars 1998, un projet était déposé à la Société d’habitation du Québec. 

#### Opposition initiale au projet
Des pétitions et des lettres ouvertes ont circulé à l'époque du premier immeuble de Mon chez nous. Une assemblée publique fut organisée afin de rassurer la population résidente du quartier ciblé par le projet.

### Groupes fondateurs
La fondation de Mon chez nous repose sur la coalition de 13 organismes, issus à la fois du milieu syndical et du milieu communautaire et associatif. L’Association coopérative d’économie familiale (ACEF), Action Santé Outaouais, Agir-Outaouais, l’Association de défense de droits sociaux (ADDS), le Bureau d'action régional d'action sida (BRAS), le Centre d'intervention et prévention en toxicomanie de l'Outaouais (CIPTO), la Coalition populaire de l’Outaouais, Droit-Accès de l'Outaouais, le groupe Entre-femmes de l'Outaouais, le Gîte-Ami, la maison Réalité, la Soupe populaire de Hull, la pastorale sociale du diocèse de Gatineau et Logemen’occupe furent sollicités afin de mettre sur pied l'organisme. Le CLSC de Hull et la Clinique juridique se greffent au projet, représentant des établissements de services publics fortement liés à la philosophie du milieu communautaire. Mon chez nous s'engage, à sa fondation en faveur d'un groupe spécifique, ciblant une « clientèle alcoolique, ex-psychiatrique, itinérante, toxicomane, et/ou atteinte du VIH ».

## Financement
Dès l’automne 1997, les sœurs de la charité d'Ottawa et les Oblats de Marie-Immaculée donnèrent à Mon chez nous un montant de 25 000 $ chacun, permettant de donner une crédibilité à la démarche de démarrage de l'organisme. 
Récipiendaire d'une bourse de la Fondation Béati, Mon chez nous se dote de son premier financement. Les premiers employés de Mon chez nous ont été embauchées grâce à des subventions ponctuelles. La ministre Louise Harel aura été impliquée dans le financement de Mon chez nous, versant un montant discrétionnaire de 5 000 $. Centraide versera un premier montant en 2000 et 2001, pour ensuite devenir un des bailleur de fonds principal de l'organisme. La Régie régionale de la santé et des services sociaux, devenue l’Agence de la santé et des services sociaux, puis le Centre intégré de la santé et des services sociaux, versa un premier financement à l'organisme en 2004. 
Mon chez nous, accompagné de Logemen’occupe, se rendra le 27 juillet 2000 rencontrer la ministre à l'époque responsable de l’itinérance, Claudette Bradshaw, accompagnée de certains de ces hauts fonctionnaires, ainsi que Marcel Proulx, alors député fédéral de Hull-Aylmer. Claudette Bradshaw a demandé de former un réseau qui regrouperait les différents organismes de Hull (maintenant Gatineau) travaillant déjà avec des itinérants ou des personnes à risque d’itinérance afin de présenter un plan d’action pour l’automne 2000. La pierre angulaire, tel que déclaré par Claudette Bradshaw, est l’entente fédérale-provinciale sur le programme d’«Initiative de partenariats en action communautaire (IPAC)». Ce programme s'est ensuite transformé pour devenir l’initiative de partenariat de lutte à l’itinérance (IPLI), puis, depuis 2011, la Stratégie partenariale de lutte à l’itinérance (SPLI).
Les principaux bailleurs de fonds de Mon chez nous sont la Stratégie partenariale de lutte à l’itinérance (SPLI) de Service Canada, le Programme de soutien aux organismes communautaires (PSOC) du Centre intégré de santé et de services sociaux de l'Outaouais (CISSSO) et Centraide Outaouais.

### Programme AccèsLogis
La création du programme AccèsLogis, issu du Sommet sur l’économie et l’emploi de 1996, viendra préciser les actions de Mon chez nous.
Le programme AccèsLogis requiert une contribution financière minimale du milieu, une condition essentielle à l’acceptation du projet par la Société d’habitation du Québec. Pour Mon chez nous, cette contribution s’élèvera à 15 %, représentant en tout et partout environ 150 000 $. 

## Vingtième anniversaire
Dans le cadre du vingtième anniversaire de la fondation de Mon chez nous, l'inauguration du 808 Maloney Est, projet Saines Habitudes de vie a lieu.

## Immeubles Mon chez nous

### Maison Gemma-Morrissette (185 rue Laval, Gatineau)
Le début des travaux à l'ancien Cinéma de Paris, fermé depuis 1986, ont débuté en mars 1998. Cette maison, contenant à l'époque 18 logements et un intervenant-résident formé et embauché à cette fin, sera nommée Maison Gemma-Morrissette en l'honneur de la première présidente de Mon chez nous. Elle contient aujourd'hui 2 salles communautaires, 17 logements à 1 chambre et une terrasse sur le toit. 

### Habitations Marc-Bachand (267 et 275 de Malartic, Gatineau)
En 2003, deux nouveaux édifices de 10 unités chacun : 9 logements d’une chambre à coucher et un logement de 3 chambres à coucher voit le jour : les habitations Marc-Bachand, du nom du premier coordonnateur de Mon Chez Nous. L’immeuble du 267 de Malartic loge des personnes seules dans des appartements d’une chambre à coucher tandis que celui du 275 de Malartic héberge 9 raccrocheurs âgés de 18 à 30 ans. Les deux logements de 3 chambres à coucher sont offerts à des familles sans abris sous forme de logement transitoire.

### Habitation Benoît-Fortin (18 rue Hamel, Gatineau)
En 2003, Mon chez nous acquiert l’ancien Centre Champlain de la rue Hamel, dans le secteur Templeton de la ville de Gatineau, alors à l'abandon. Cet ancien centre d’accueil pour personnes âgées fut rénové et comprend aujourd'hui 26 chambres et une cafétéria. Après plusieurs retards et des incertitudes sur le financement du support communautaire, l’immeuble de la rue Hamel est ouvert en février 2004. Le service alimentaire est pris en charge par Mon chez nous depuis le 1er mars 2005[réf. nécessaire].

### Appartements Maloney (846 Maloney Est, Gatineau)
Les appartements Maloney sont le cinquième édifice inauguré de Mon chez nous. Toutefois, il s'agit du premier immeuble à vocation familiale de l'organisme. Cet édifice comprend 16 logements de deux ou trois chambres à coucher.

### Habitations du Ruisseau (75 rue Lois, Gatineau)
Mené par un groupe de personnes aux prises avec des problèmes de santé mentale menacés d'éviction sur la rue Montcalm d'un édifice de Habitation Populaire de l'Outaouais, l'idée d'un immeuble d'habitation germe en 2004 alors que Jean-Benoît Charbonneau effectue des travaux d'entretien pour Mon chez nous à la Maison Gemma-Morrissette. Ce dernier s'adresse à François Roy afin d'être guidé dans la réalisation du projet. Après quelques tribulations quant au financement, le 23 novembre 2009, la Société d'habitation du Québec s'engage dans le financement et les soumissions de construction peuvent être déposées. Le groupe demande alors à Mon chez nous d'être propriétaire de l'immeuble. L'édifice de 6 logements à 1 chambre est inauguré en 2010.  

### Édifice 808 projet Saines habitudes de vie (808 Maloney Est, Gatineau)
Siège social de l'organisme, l'immeuble contient 30 unités de logement de type transitoire d'une chambre en plus de contenir des bureaux administratifs. Il est interdit de fumer dans le bâtiment. 

### Manoir du Moulin (167 de la Canipco, Gatineau)
Après environ 3 ans de démarches, le Manoir du Moulin, construit vers 1930 et situé dans un site patrimonial est rénové par Mon chez nous en 2015. Cette maison de chambre offre 29 chambres et les hébergés peuvent bénéficier du programme du supplément au loyer de la Société d'habitation du Québec.